# Philoliche andrenoides
Philoliche andrenoides är en tvåvingeart som beskrevs av Usher 1965. Philoliche andrenoides ingår i släktet Philoliche och familjen bromsar. Inga underarter finns listade i Catalogue of Life.